# Fronteira Egito–Israel
A fronteira entre Egito e Israel é a linha que limita os territórios do Egito e de Israel.

## História
O armistício de 1949 entre Israel e Egito foi ratificado em 24 de fevereiro desse ano. A linha de armistício seguia a fronteira internacional (que data de  1906) com a exceção da Faixa de Gaza, que permaneceu sob ocupação egípcia..
O tratado de paz israelo-egípcio, assinado em 26 de março de 1979, criou uma fronteira internacional ao longo da linha de 1906. Um litígio começou com a marcação de fronteira no ponto mais a sul, Taba. Taba ficava no lado egípcio da linha de armistício de 1949, mas Israel argumentou que a localidade pertencia ao lado otomano da fronteira acordada entre otomanos e o Egito Britânico em 1906, pelo que houve imprecisão na marcação do limite. Submetido o processo a arbitragem internacional, constituiu-se a comissão com um membro de Israel, um do Egito e três estrangeiros. Em 1988, a comissão decidiu a favor do Egito, e Israel devolveu Taba aos egípcios no final do ano, cumprindo a sentença arbitral.
O Egito renunciou às pretensões sobre a Faixa de Gaza. A fronteira entre Israel e a Faixa de Gaza encontra-se em processo de negociação entre Israel e a Autoridade Palestiniana.
Os dois estados estabeleceram relações diplomáticas em 1979. O Egito tem uma embaixada em Tel Aviv e um consulado-geral em Eilat. Israel tem uma embaixada no Cairo e um consulado-geral em Alexandria.